# Ottone III di Weimar-Orlamünde
Ottone III di Weimar-Orlamünde, secondo un diverso metodo di conteggio, Ottone IV, (1244 – giugno 1285) fu un conte della linea collaterale degli Ascanidi di Weimar-Orlamünde.

## Biografia
Ottone III, signore di Weimar e Rudolstadt e della signoria di Plassenburg, era figlio di Ermanno II di Weimar-Orlamünde e Beatrice di Andechs-Merania. Ottone III succedette all'eredità di Ottone II di Merano tramite sua madre, inizialmente insieme a suo fratello Ermanno III. Era sposato con Agnese, una contessa di Truhendingen. Altre fonti si riferiscono a lei come Agnese di Leiningen, figlia del conte Federico II di Leiningen e sorella del vescovo di Spira Enrico di Leiningen, anche se non si può escludere che ci fossero due mogli con lo stesso nome.
Non c'è dubbio che la moglie di Ottone gli sopravvisse e, come vedova e contessa Agnese di Orlamünde, divenne monaca domenicana nel monastero di Lambrecht (Palatinato) nel 1292, i cui patroni erano i Leininger ivi residenti. Il maestro dell'ordine Munio di Zamora le inviò personalmente una lettera di congratulazioni per il suo ingresso nel monastero e diede il suo consenso che le rigide regole dell'ordine sarebbero state un po' meno rigide per lei. Secondo l'obituario,  morì il 25 novembre, anche se l'anno non è menzionato; si dice che sia stato intorno al 1300.
I figli di Ottone III furono Ottone V († 1315), Ermanno († 1319) e Ottone IV il Giovane († prima del settembre 1318) e Agnese. Ottone IV era destinato alla carriera ecclesiastica, fu canonico a Bamberga e infine parroco di San Sebaldo a Norimberga.

Ottone III fondò il monastero di Himmelkron il 28 dicembre 1279. La tomba di Ottone III si trova nella chiesa collegiata del monastero.

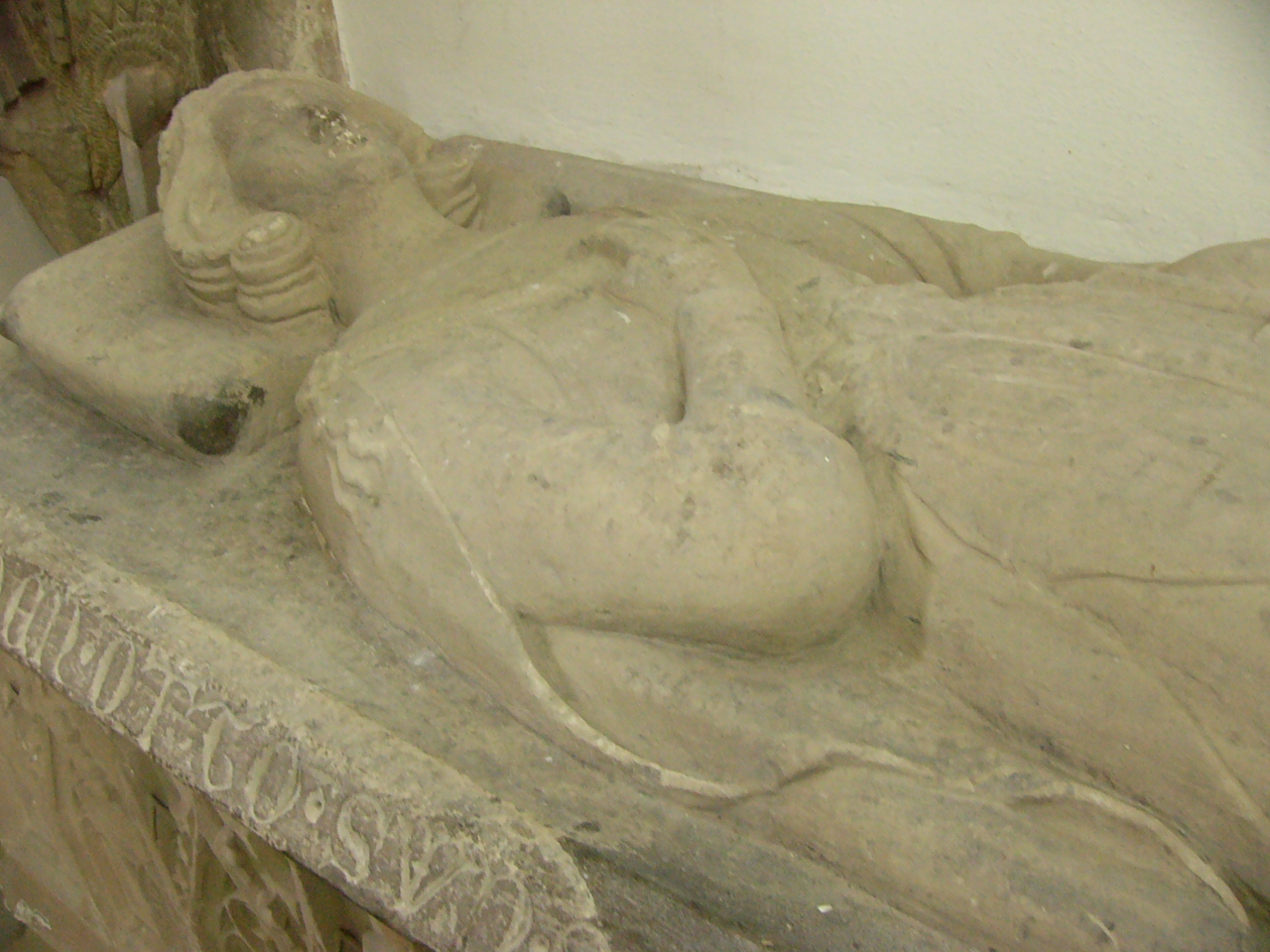
Pietra tombale
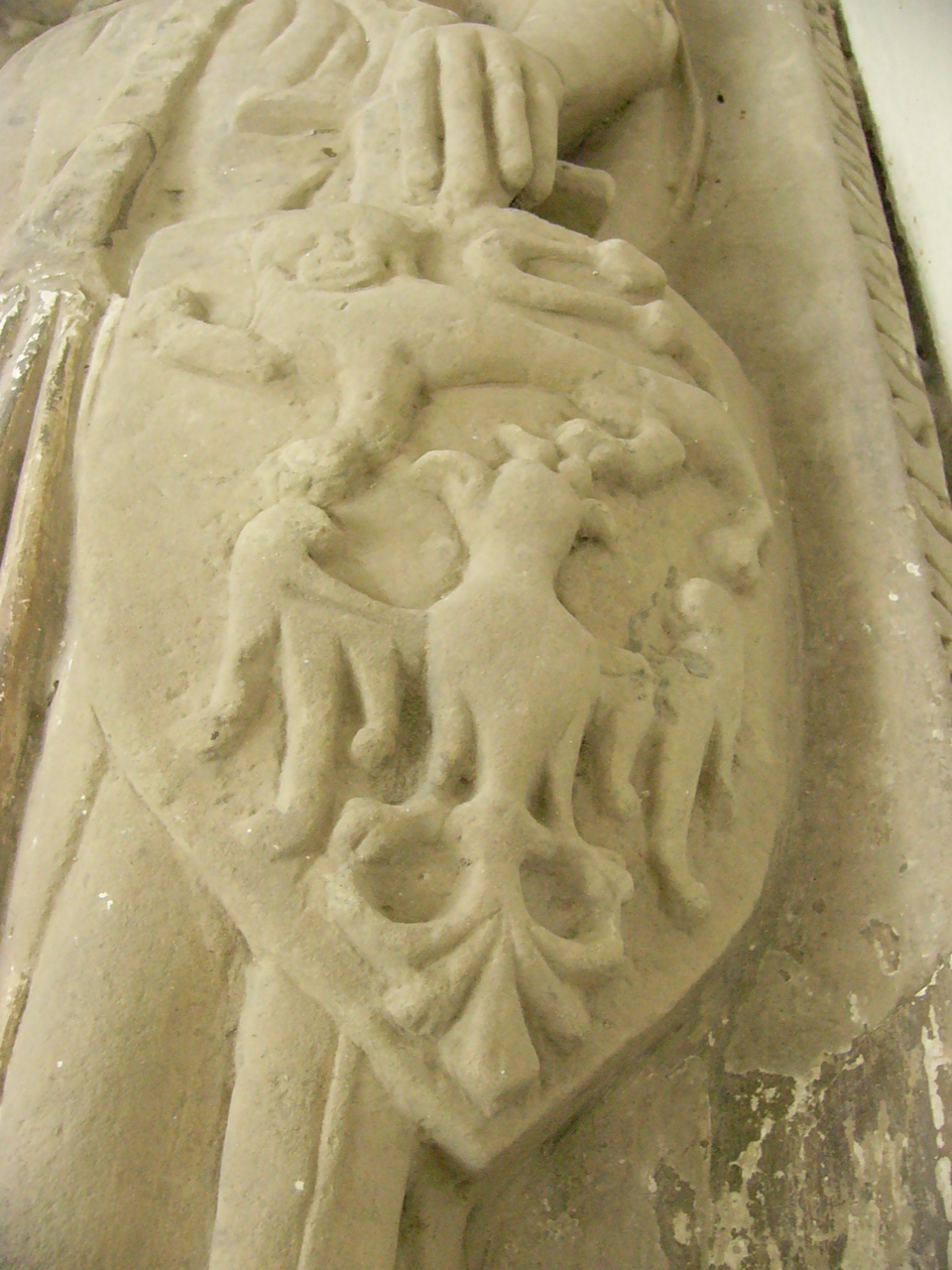
Rappresentazione dello stemma